# 뉴군

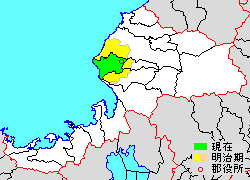
뉴 군의 위치

뉴군(일본어: 丹生郡, にゅうぐん)은 일본 후쿠이현의 군이다.
인구 18,793명, 면적 153.15km², 인구밀도 123명/km².(2025년 3월 1일, 추계인구)
이하 1정으로 구성된다.
- 에치젠정(越前町)

사바에시, 에치젠시의 서쪽에 위치하고 동해에 접하고 있다.

## 군역
1878년 행정 구역으로 출범할 당시의 군역은 위의 1정과 다음 구역에 해당한다.
- 후쿠이시의 일부
- 사바에시의 일부
- 에치젠시의 일부

## 역사
메이지 정부가 군제를 시행하면서 폐번치현 이전의 에치젠국 남서부에 해당하는 뉴군의 북쪽을 뉴군, 남쪽을 난조군으로 분할해 탄생했다. 원래는 현재의 구역 외에 후쿠이시의 남서부, 사바에시 및 에치젠시의 일부가 포함되어 있었다.

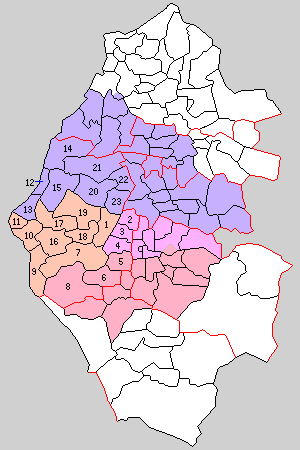
1.아사히촌 2.다치마치촌 3.요시카와촌 4.오카야마촌 5.요시노촌 6.오무시촌 7.미야자키촌 8.시라야마촌 9.시로사키촌 10.시카우라촌 11.가미미사키촌 12.고시노촌 13.시모미사키촌 14.구니미촌 15.덴가촌 16.오타촌 17.하기노촌 18.도키와촌 19.이토촌 20.시즈촌 21.니시아고촌 22.미카타촌 23.아마쓰촌 (보라:후쿠이시 분홍:사바에시 빨강:에치젠시 등색:에치젠정)

- 1889년 4월 1일 - 정촌제 시행으로, 아래의 정촌이 발족.(23촌)
  - 아사히촌(朝日村): 현 에치젠정
  - 다치마치촌(立待村): 현 사바에시
  - 요시카와촌(吉川村): 현 사바에시
  - 오카야마촌(岡山村): 현 사바에시
  - 요시노촌(吉野村): 현 에치젠시
  - 오무시촌(大虫村): 현 에치젠시
  - 미야자키촌(宮崎村): 현 에치젠정
  - 시라야마촌(白山村): 현 에치젠시
  - 시로사키촌(城崎村): 현 에치젠정
  - 시카우라촌(四ヶ浦村): 현 에치젠정
  - 가미미사키촌(上岬村): 현 에치젠정
  - 고시노촌(越廼村): 현 후쿠이시
  - 시모미사키촌(下岬村): 현 후쿠이시
  - 구니미촌(国見村): 현 후쿠이시
  - 덴가촌(殿下村): 현 후쿠이시
  - 오타촌(織田村): 현 에치젠정
  - 하기노촌(萩野村): 현 에치젠정
  - 도키와촌(常磐村): 현 에치젠정
  - 이토촌(糸生村): 현 에치젠정
  - 시즈촌(志津村): 현 후쿠이시
  - 니시아고촌(西安居村): 현 후쿠이시
  - 미카타촌(三方村): 현 후쿠이시
  - 아마쓰촌(天津村): 현 후쿠이시
- 1891년 9월 1일 - 오카야마촌이 개칭하여 유타카촌(豊村)이 됨.
- 1907년 8월 1일 - 시카우라촌·가미미사키촌이 합병하여, 새로이 시카우라촌이 발족.(22촌)
- 1946년
  - 8월 1일 - 시카우라촌이 정제 시행으로 시카우라정(四ヶ浦町)이 됨.(1정 21촌)
  - 10월 1일 - 아사히촌이 정제 시행으로 아사히정(朝日町)이 됨.(2정 20촌)
- 1950년)
  - 1월 1일 - 요시노촌이 다케후시(현 에치젠시)에 편입.(2정 19촌)
  - 11월 30일 - 오무시촌이 다케후시에 편입.(2정 18촌)
- 1951년
  - 4월 1일 - 오타촌·하기노촌 및 도키와촌의 일부가 합병하여, 새로이 오타촌이 발족. 도키와촌의 잔여부가 아사히정에 편입.(2정 16촌)
  - 11월 1일 - 오타촌이 정제 시행으로 오타정(織田町)이 됨.(3정 15촌)
- 1952년 7월 7일 - 고시노촌·시모미사키촌이 합병하여, 새로이 고시노촌이 발족.(3정 14촌)
- 1954년 8월 1일 - 니시아고촌이 후쿠이시에 편입.(3정 13촌)
- 1955년
  - 1월 15일 - 요시카와촌·다치마치촌·유타카촌이 이마다테군 사바에정·신메이정·나카가와촌·가타카미촌과 합병하여 사바에시(鯖江市)가 발족, 군에서 이탈.(3정 10촌)
  - 3월 1일 - 시카우라정·시로사키촌이 합병하여, 에치젠정(越前町)이 발족.(3정 9촌)
  - 3월 31일 - 아사히정·이토촌이 합병하여, 새로이 아사히정이 발족.(3정 8촌)
  - 7월 28일 - 아마쓰촌·시즈촌·미카타촌이 합병하여, 시미즈정(清水町)이 발족.(4정 5촌)
- 1959년
  - 2월 1일 - 구니미촌이 후쿠이시에 편입.(4정 4촌)
  - 8월 1일 - 시라야마촌이 다케후시에 편입.(4정 3촌)
- 1963년 4월 1일 - 덴가촌이 후쿠이시에 편입.(4정 2촌)
- 2005년 2월 1일 - 에치젠정·아사히정·오타정·미야자키촌이 합병하여, 새로이 에치젠정이 발족.(2정 1촌)
- 2006년 2월 1일 - 시미즈정·고시노촌이 후쿠이시에 편입.(1정)